# Dione (gênero)
Dione é um gênero de borboletas neotropicais da família Nymphalidae e subfamília Heliconiinae, proposto por Jakob Hübner em 1819. São, em sua maioria, dotadas de asas de coloração laranja, em vista superior, com manchas de brilho em prata, que refletem a luz, em vista inferior. Dentre as quatro espécies listadas neste gênero, apenas Dione glycera não mostra diferenciação em subespécies ao longo de sua distribuição geográfica e está intimamente associada com paisagens montanhosas da cordilheira dos Andes, da Venezuela à Argentina. As outras três espécies, Dione juno, Dione vanillae e Dione moneta, se distribuem em menores altitudes, dos Estados Unidos e México até o norte da Argentina e Uruguai. Suas lagartas atacam plantas do gênero Passiflora (Maracujá).

## Espécies
- Dione glycera (C. & R. Felder, 1861)
- Dione juno (Cramer, [1779])
- Dione moneta Hübner, [1825]
- Dione vanillae (Linnaeus, 1758)

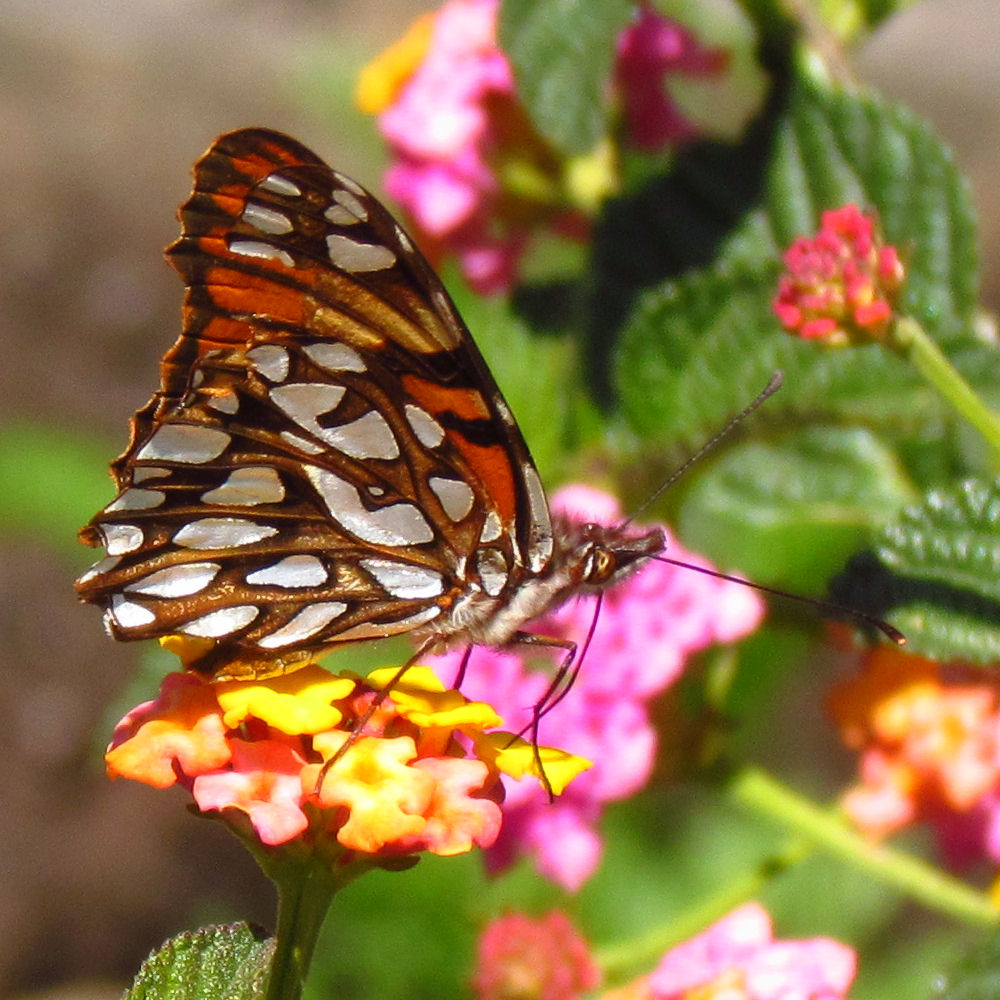
D. juno, em repouso.